# Етиологија хомосексуалности
Етиологија хомосексуалности је учење о пореклу и узроцима сексуалне и естетске привлачности, као и потребе укључења у сексуалну или емотивну везу са особом истог пола. Она се бави изучавањем фактора и механизама обликовања неких физичких или менталних карактеристика сексуалне наклоности према истом полу и сложене интеракције; биолошких, психолошких и социјалних фактора који у томе учествују. Када су се сазнања о хомосексуалности преселила из области психијатријске патологије у домен нормалног физиолошког људског сексуалног понашања, започета су и истраживања у новим областима. Психијатрија је успела да дефинише хомосексуалност, али не и њену етиологију, тј. узроке. Зато је етиологија, у овом као и у другим психијатријским питањима везаним за сексуалност, ушла у област неуробиологије.
Како бисмо створили целовиту слику о хомосексуалности, о којој постоје бројне предрасуде, дилеме и опречни ставовови, потребно је свеобухватно сагледати мултифакторијалност ове сексуалне оријентације људи, јер још увек није доказана њена права природа настанка. Тренутно, истополне особе су укључене у бројна научна истраживања чији је циљ да проуче како биолошке тако и психолошке узроке хомосексуалности и њене социолошке аспекте. Зато стално расте број објављених резулатата биолошких истраживања хомосексуалности, посебно у специјализованим часописима
Међутим наука може само да формира полазну основу на којој се мора изградити чврста грађевина права. Етиологија може да расветли и оповргне многе митове о полним разликама који понекад живе вековима. Она може да да објективне разлике, на пример, између сексуалне патологије на једној страни, и сексуалне оријентације на другој. Међутим, не можемо се ослонити само на науку и од ње тражити да обезбеди пун одговор на фундаментална питања о хомосексуалности у вези са људским правима, људским слободама и толеранцијом међу људима.

## Хомосексуалност: од понашања до стања
Ко год да крене у проучавање етиологије хомосексуалности одмах на старту наилази на бројне дилеме; одакле почети, шта проучавати и шта приказати? Иако врло често изговарамо и слушамо ову реч, ми заправо нисмо у потпуности свесни разлика три значења именице хомосексуалац која у себи скрива;
Неког ко манифестује одређену врсту понашања.
Када се каже: „Има много хомосексуалаца у затвору“, говори се о хомосексуалности као одређеној врсти понашања. Ова изјава може се двојако тумачити: може значити да има много хомосексуалаца који су доспели у затвор, али такође може значити и да ће многи затвореници постати хомосексуалци, тј. да многи затвореници, у недостатку партнера супротног пола, могу ступити у сексуалне контакте један са другим. Такве особе су углавном хомосексуалне по акцији, а хетеросексуалне по нагону.
Унутар затвора, облици истополног понашања се разликују од хомосексуалног која се јавља ван затвора. Младићи/девојке у затвору су рањиви на хомосексуална силовања и доминацију старијих затвореника или затвореница који су моћнији у затворској друштвеној хијерарајхији. Младићи који су физички слабији, феминизирани, или гејеви су у највишем ризику да буду жртве сексуалног злостављања. Такво понашање у бити није повезано са хомосексуалношћу и треба га схватити као посебан друштвени феномен који се јавља због недостатка хетеросексуалних партнера и неспутане моћи и „политике затворског дворишта“.
Неког ко поседује одређене услове који други немају.
Потпуно другачије је значење ове речи када се постави питање: „Да ли је хомосексуалност болест?“ Тада ова реч не значи врсту понашања или понашање, већ стање, карактерну особину, облик сексуалних особина својствених одређеним лицима. Хомосексуалност је нешто што неки људи поседују, а не нешто што они раде.
Питање да ли хомосексуализам као појава припада класификацији менталних болести било је питање од екстремне важности за ЛГБ особе. Зато је први и најбитнији корак за ЛГБ особе било с краја 20. века, скидање хомосексуалности са листе психијатријских поремећаја, као неопходна фаза за легализовање ЛГБ начина живота на основама поштовања сексуалне разноликости. Данашње дебате и законске реегулативе у појединим земљама, о хомосексуалним браковима и људским правима ЛГБ популације, не би биле ни замисливе да се хомосексуалност и даље сматра патолошким феноменом.
Неког ко има посебну друштвену улогу.
На крају, када истраживачи говоре о различитим „хомосексуалитетима“, они мисле на хомосексуалност као друштвену улогу, а не као понашање или карактерну особину, то јест, различитост хомосекуалитета као спектра таквих улога. Тиме се не означавају различити облици истополних контаката или различите административне поделе истом дијагнозом, већ различити облици и начини живљења у друштву као хомосексуалних особа.
У већини западних земаља све је присутнија тенденција да се сва три значења паушално обједине, прикажу и виде као различити облици једног те истог феномена: „Хомосексуалци раде то што раде зато што су оно што јесу, и они се могу увек препознати по типичном начину живота.“."

## Друштвена виђења хомосексуалности
У новије време многе табу теме дошле су под лупу социобиолога који покушавају да утврде етиологију и порекло хомосексуалности; тако су настала два друштвена виђења хомосексуалности:
Конзервативно виђење хомосексуалности
По конзервативном виђењу хомосексуалност се сматра аберацијом , поремећајем (сексуалне) оријентације и патолошким понашањем.
Када је први пут описана у медицинској литератури, хомосексуалност је приказивана као „сексуалност која у свом појавном облику има бројне психопатолошке факторе и зато је окарактерисана као болест“. Жигосање, предрасуде и дискриминација по основу негативних друштвених ставова према хомосексуалности довела је у прошлости, а и дан данас доводи, до повећане преваленце поремећаја менталног здравља код лезбијки, геј мушкараца и бисексуалцаца у односу на њихове хетеросексуалне вршњаке, што заговорници психопатолошке узрочности хомосексуалности и данас обилато користе у својим ставовима и њеном безуспешном „лечењу“.
Конзервативно виђење хомосексуалност, добром делом, настало је и под утицајем цркве. Ево како Библија (у Римљанима од 1. од 18. реда) тумачи настанак хомосексуалаца и лезбијки:
С неба се заиста огледа гнев Божји на сваку безбожност и неправедност људи који истину спречавају неправедношћу. Јер њима је очигледно оно што се може сазнати о Богу: Бог им је то заправо објавио ... јер и ако су упознали Бога, нису му исказали ни славу ни захвалност као Богу. Напротив, постали су испразни у мислима својим и њихово је неразумно срце потамнело. Због тога их је Бог предао срамотним страстима: жене њихове заменише природно општење протвприродним; једнако мушкарци оставивши природно општење са женом успламташе похотом један за другим вршећи срамотне ствари и на себи примајући праведну плату за своја дела. 
Прогресивно виђење хомосексуалности
Хомосексуалност, прогресивно виђена, сматра се нормалним обликом људске сексуалности, а хомосексуално понашање природним обликом понашања.
 Хумана медицина (бар онај њен трезвенији део у 21. веку), непристрасно и потпуно другојачије гледа на етиологију хомосексуалности, као једног од облика природне физиолошке сексуалности. Концепт сексуалне оријентације је релативно нови концепт савремене сексологије који је све више прихваћен у светским научним круговима и који се изборио за статус хомосексуалности у многим срединама. Томе је 1994. допринео став Америчког удружења психолога (АПА) да „хомосексуалност није ни ментална болест, нити морална изопаченост, већ начин на који део популације изражава људску љубав и сексуалност.“
Сам појам сексуалне оријентације или сексуалног избора садржи појам нормалности, недевијантности, непатологичности, и зато се све варијанте сексуалне оријентације, укључујући ту и хомосексуалност, значајно разликују од сексуалних девијација, перверзије итд. У овом контексту, сексуална оријентација хомосексуалаца сматра се неотуђивим карактеристикама нуклеуса појединаца.
Различита мишљења о хомосексуалности производе и различите ставове о томе који етиолошки фактори обликују хомосексуалну оријентацију — биолошки или социјални. Те различитости као и етиолошке факторе (бар већи део њих) приказаћемо у овим цитатима и тексту који следи.
Године 2004, Америчка академија за педијатрију у свом уџбенику педијатрије наводи:
Сексуална оријентација вероватно није одређена једним фактором, већ комбинацијом генетичких утицаја, хормоналних фактора и фактора средине. У последњих неколико деценија, стручњаци фаворизују теорије засноване на биолошким факторима. Иако и даље постоји неслагање и неизвесност у погледу настанка различитости у људским сексуалним оријентацијама, нема научних доказа да абнормални родитељи, сексуално злостављање или било који други нежељени догађај у животу неке особе утичу на сексуалну оријентацију. Тренутна сазнања сугеришу да се сексуална оријентација обично формира током детињства.
Године 2006, Америчка асоцијација психијатара, Америчка асоцијација психолога и Национална асоцијација социјалних радника, заузеле су следећи став о могућим узроцима хомосексуалности:
Тренутно не постоји научни консензус о одређеним етиолошким факторима који утичу на појединца да постане хетеросексуалац, хомосексуалац или бисексуалац, који укључују могуће биолошке, психолошке, социјалне факторе или сексуалну оријентацију родитеља. Међутим, расположиви докази указују да су огромну већину лезбијки и геј мушкараца васпитавали хетеросексуални родитељи и да огромна већина деце хомосексуалних родитеља расту и ментално сазревају као хетеросексуалци.
Године 2007, Краљевски колеџ психијатара заузео је следећи став о могућим узроцима хомосексуалности :
Упркос томе да се скоро читав век врше психоаналитичкие и психолошке спекулације, не постоји суштински доказ за тврдњу да природа родитељства или у раном детињству стечена искуства играју било какву улогу у обликовању примарне хетеросексуалне или хомосексуалне оријентације неке особе. Изгледа да је сексуална оријентација у природи биолошка, узрокована и одређена сложеним међусобним утицајима генетичких фактора у интраутериној средини. Сексуална оријентација према томе, никако не може бити ствар избора, иако сексуално понашање свакако јесте. Из тога произилази да ЛГБ особе имају потпуно иста права и одговорности у вези са изражавањем своје сексуалности као и хетеросексуалне особе.

## Проблеми утврђивања етиологије хомосексуалности
Утврђивање етиологије хомосексуалности отежавају бројне теорије (које ће детаљно бити приказане у наставку) али и веома непрецизно утврђивање величине и бројности појединих група у хомосексуалној популацији. Јасно дефинисана (објективна) мерила не постоје јер се и мушкарци и жене хомосексуалне оријентације дефинишу као ЛГБТ особе на основу њихових личних изјава, тј. особе се сматрају хомосексуалним, ако себе идентификују као такве. Управо због начина на који се хомосексуалност дефинише (давањем сопствене оцене о својој сексуалности), тешко је раздвојити особе које имају само жељу за суживот са особама истог пола, на оне које ту жељу и спроводе у хомосексуално понашање, и на особе чија хомосексуалност чини битан део њиховог идентитета. Из тих разлога немогуће је утврдити праву учесталост (бројност) и етиологију хомосексуалности као појаве.
„Теорија о узроку хомосексуалности има много, али ни једна није освојила примат. За сада, хомосексуалност, као и хетеросексуалност јесте комплексна мешавина биолошких, психолошких и друштвених утицаја. Свака особа, било хомосексуална, бисексуална или хетеросексуална има своју јединствену биологију као и јединствен доживљај себе и света око себе“, који се такође разликује од земље, или дела света у кома та особа живи.

## Улога нагона у обликовању понашања ЛГБТ особа
Нагон је урођена жеља за одређеним обликом понашања чији је циљ задовољавање неке од основних виталних потреба организма. То је генетички програмиран импулс, који усмерава пажњу организма на одређену врсту дражи. Зато нагон представља тежњу појединца да делује и понаша се на начин који га усмерава ка одређеном циљу. Та стална тежња ка одређеним циљевима; може бити активна или присутна од самог рођења, или накнадна која се може активирати у каснијем животу (што је чешће заступљено код ЛГБТ адолесцената).
Собзиром на то да нагони - „нагоне“, покрећу, терају, подстичу биолошко биће, па и човека на одређено понашање, они спадају у конативне психичке функције, као и емоција и воља. Нагон је предстадијум воље, а инстинкт предстадиум интелигенције. Физиолошки нагони су део биолошког наслеђа, и зато су урођени и универзални. Биолошки смисао нагона није дат примарно нашој свести, дата је само жеља, потреба за објектом, па је такве жеље за објектом човек примарно свестан. Човек не ступа у сексуални однос да би добио пород и осигурао потомство, већ да задовољи полни нагон.
Иако се једним делом учи, нагонско понашање је већим делом-урођено или наслеђено од својих предака, кроз генетички код уписан у 46 хромозома у свакој ћелији организма. Тренутак активације биолошког кода је такође наследна. Једном активиране нагонске потребе изазивају и одређено понашање неке особе па и његово сексуално.
Међутим ако покушамо да схватимо да су сви мотиви пореклом из урођених физиолошких нагонских механизама, не би се могло схватити и разумети целокупно и сложено људско понашање које нема много јасних веза само са урођеним физиолошким механизмима, јер је човеков као индивидуа у непрекидном односу са уским нераздвојивим везама и утицајима друштва.
Чак и ако прихватимо став да је сексуалност заснована на билошким нагонима, морамо имати на уму да су они веома пластични. Биолошка конституција нагони људе да траже сексуално задовољење и храну, али им
„биолошка конституција не каже где треба да траже сексуално задовољење, нити шта треба да једу“ Другим речима, постоји велика разноврсност у сексуалном понашању у разним друштвима, разноврсност коју нагонски модел не може да објасни. „Зато су социолози прионули на задатак да посматрају како припадност групи пре свега породици и верским установама обликује сексуално понашање,“
Крајњи резултат понашања једне зреле ЛГБТ особе, у ствари је одраз понашања њене личности која је физиолошким механизмима активисана, али која своје физиолошки мотивисано понашање усмерава све више ка друштвено прихватљивим одредбама, настојећи истовремено да усклади и своје физиолошке потребе са нормама и обичајима ЛГБТ заједнице са којом се ЛГБТ особа идентификује.
Хомосексуални нагони ЛГБТ особа обухватају потребе које су, било за појединца било за његову ЛГБТ заједницу, од посебног значаја, потребе чије се задовољење може спроводити на начин независтан од искуства појединца. Ово задовољење повлачи за собом осећање пријатности, смирености, олакшања, све до осећања блаженства, насупрот томе незадовољење ствара осећање узбуђења, непријатности све до осећања неспокојства и страха од хомофобије.

### Сексуална оријентација и сексуално понашање ЛГБТ особа
Основни појмови које треба разликовати међусобно су пол, сексуалност и сексуална оријентација. Сексуална оријентација означава тенденцију еротског реаговања одређене особе. Она може бити хомосексуална, бисексуална или хетеросексуална. Већина особа, без обзира на своју сексуалну оријентацију има полни идентитет у складу са својим биолошким идентитетом.
Како се у основи, сексуална оријентација заснива на нагонима она није синоним за сексуалне активности, што потврђује и већина научника која се слаже да сексуална оријентација није предмет личног избора. Истраживања показују да је већина ЛГБ особа која себе дефинише као хомосексуалца, тако доживљава себе од најранијих година свог живота, ма колико се дуго особа борила са тим да себе прихвати у том светлу.
Сексуална оријентација је сачињена од три компоненте - жеља, понашања и идентитета. Ове три компоненте могу, али не морају бити међусобно конгруентне. На пример:
- Жена може да се упусти у хомосексуално понашање, да показује типичне женске полне карактеристике, да буде удата за мушкарца и осећа свој идентитет као хетеросексуалан или мушкарац може имати хомосексуалне жеље, имати секс само са женама, а показивати полни неконформизам.
- Многи адолесценти као и одрасле особе могу да се идентификују као лезбијка, геј, бисексуалац, трансродна особа са било какавим сексуалним искуством са особама истог пола или без њега.
- Други млади људи су имали сексуалне искуства са особом истог пола, али се не сматрају да су лезбијка, геј, бисексуална или трансродна особа. Ово се посебно односи на периоде током адолесценције, јер експериментисање и откривање сопствене сексуалности је нормално и уобичајено током овог развојног периода. Такве особе су, у једном периоду свог живота, углавном хомосексуалне по акцији, а хетеросексуалне по нагону.
- Лезбијке, гејеви, бисексуалне адолесцентне особе прати развој нагона који је нешто другачије од оних код хетеросексуалних адолесцената, јер ЛГБ мора да се „прикрива“ како би се изборила са предрасудама, дискриминацијом и насиљем у друштву, а у неким случајевима, и у својој породици, школи, на радном месту. Таква маргинализација негативно утиче на ментално здравље и образовање ЛГБ особа, са таквим искуством.[32][33]

Истраживања о факторима који утичу на сексуалну оријентацију нису могла доћи до једног јединственог фактора или узрока, те се најчешће истиче да на сексуалну оријентацију утиче комбинација; сексуалности засноване на билошким нагонима (у чијој основи су генетски и хормонални фактори) и фактора средине (пре свега породице, друштвених и верских заједница).

## Улога полне зрелости
Интервјуисања тинејџера који су осећали стид и били невољни да исказују своја осећања и размишљања на тему хомосексуалности, деценијама доводило је психологе у заблуду да се хомосексуалност не појављује пре одраслог доба. Студије које су с краја 20. века користиле боље методе и биле приступачније испитаницима, показале су да је: „најмање 1/3 мушке ЛГБ популације имала бар једно хомосексуално искуство које је довело до оргазма, током својих адолесцентних година.“
| Године каминг аут-a     | Учесталост | Проценат |
| ----------------------- | ---------- | -------- |
| Мање од 14              | 3          | 3,3      |
| Адолесценти (14—18)     | 25         | 27,2     |
| Постадолесценти (19—24) | 48         | 52,2     |
| Млади одрасли (25—30)   | 10         | 10,9     |
| Одрасли (више од 30)    | 2          | 2,2      |
| Није се изјаснило       | 4          | 4,3      |
| Укупно                  | 92         | 100      |

На основу истраживања спровбедених у Србији на узорку од н=92 испитаника уочено је да крајем адолесценције ЛГБТ полно сазревају и прихватају себе као индивидуу, па самим тим и прихватају сопствену сексуалну оријентацију. Како, се са пунолетством највероватније стиче и осећај мање зависности од свог окружења или страха од одбацивања породице, школе и других институција, то може додати храброст која је ЛГБТ особама потребна за такав корак. Такође, са завршетком адолесценције у самој личности ЛГБТ особа долази до смиривања многих интерпсихичких сукоба, а по схватању, за ЛГБТ особу у том периоду живота постаје бесмислено крити своју сексуалну оријентацију од блиских људи.
Истраживања су показала да је за складан полни живот, а посебно за развој успешне брачне заједнице истополних особа, од посебне важности висок степен развијености свих компоненти полне зрелости.
Човек је способнији за пуновреднији полни живот у најширем смислу речи, дакле и за истополну љубав, и за истополни брачни живот, што је на вишем степену полне зрелости. Етиолошки гледано полна зрелост ЛГБ особа има три компоненте;
Физичка полна зрелост
Овај облик полне зрелости карактерише се тиме да су ЛГБ особе нормално развијене, да су у пубертету постигле биолошку полну зрелост и да су здраве или бар не толико болесне или дефектне да би то реметило физичке функције њихове полности.
Психичка полна зрелост
Психосексуалну или психичку полну зрелост, ЛГБ особе постићу онда када су способне не само за примање, већ и за давање полне љубави.
Социјална психичка зрелост
ЛГБ особе социјалну психичк у зрелост постижу онда када су у полном животу развиле пун осећај одговорности, како према себи тако и према истополном партнеру и према евентуалном потомству. Али и кад су постигле економску способност да на себе преузму такву одговорност.
Пуну полну зрелост показују оне ЛГБ особе код којих су у њиховом понашању присутне све три компонентне полне зрелости, сливене у једну целину. Таква полна зрелост манифестује се тако што полно зрела ЛГБ особа тражи задовољење полног нагона са особом истог пола коју у пуној мери воли и са њом ступа у присан телесни контакт остварујући пун полни доживљај. То је идеал који не достижу све ЛГБ особе, што их може учинити неприродним, фрустрираним, неуротичним и амбивалентним у сукобу са с властитим полним потребама.

## Улога идентитета
Идентитет је извор смисла и искуства појединца, одређене групе. Појам идентитета се дефинише као осећај сопствене припадности која се развија процесом диференцијације. Идентитет је израз укупног настојања да се појединци и друштво одреде, а сам процес одређивања, самосазнавања и самопотврђивања не заснива се ни на каквој унапред утврђеној основи и не зависи ни од какве јасно означене норме. Људи једноставно осећају потребу за идентитетом који ће их разликовати од других људи. У настојању и страху да не изгубе идентитет, они сами изграђују разлике, што је присутно и код ЛГБ особа.
Постмодерни субјект идентитета, који се развијао у другој половини 20. века, карактерише многострукост идентитета. Идентитети постају фрагментарни, нема више заклињања у један идентитет уз истовремено пригушивање осталих. Људи више немају једну и јединствену представу о томе ко су. Уместо тога поседују неколико, каткад противречних и неразрешивих идентитета. У култури и политици идентитета постмодерног доба негује се разноликост стилова живљења, разноликост које ће било појединцу или групи појединаца, од пола до етницитета и људске и родне равноправности омогућити одређена права која му као поједицу, групи, или роду припадају, а да при том не повреди права и посебност других, било појединаца, или група.
Са вечом индустријализацијом и урбанизацијом, појединац се више није сматрао тако јединственим и одвојеним од других појединаца. Идентитет појединца сада се не везује само за одређену друштвену групу, класу, занимање, националност, место из кога потиче, веч и на полну и родну припадност. која ће било појединцу или групи појединаца, од пола до етницитета и људског рода омогућити одређена права која му као припаднику, ЛГБ групе или „роду“ припадају, а да при том не повреди права и посебност других, било појединаца или група, другојачијих на полним разликама заснованог идентитета.
Чак и кад је Его ЛГБ особа довољно развијен могу настати ситуације у којима њихови рационални приступи решавњу идентитета и пробема, повезаних са сексуалном оријентацијом, нису довољни. То се увек дешава када силна стимулација надмаши амортизациону снагу Ега; када није у стању да одлагањем успостави одговарајућу контролу. А та контрола подразумева хармонично повезивање њихове сексуалности са осталим деловима њихове личности. Ако у тим ситуацијама ЛГБ особа на открије свој идентитет психичка тензија стално расте и ако то стање постане неиздржљиво прети дезинтеграцији личности и озбиљном оштећењу његовог менталног здравља.

## Улога биолошких функција организма
Хомосексуалност није биолошка специфичност човека, већ је присутна и међу бројним животињама, нарочито у сисара. Упркос честој појави хомосексуалних радњи код животиња, оне ипак имају знатно чешће хетеросексуалне односе. Исто правило важи и у полном животу човека. Учесталост хомосексуалних делатности увек знатно заостаје за бројем његових хетеросексуалних делатности. У људи као и у животиња, хомосексуални нагон присутан је код оба пола. Ипак, у полном животу жена хомосексуалне радње ређе се јављају него код мушкараца.
Како се човек по својој феноменологији сексуалне делатности ни по чему битном не разликује од осталих сисара, животиње се обилато користе у бројним етиолошким истраживањима биолошких основа хомосексуалности. Има само један облик сексуалног задовољства људи за који не знамо да ли постоји и у животиња — то су оргастички снови. Ако код животиња налазимо извор наше сексуалне делатности то је највероватније да и хомосексуалну активност човека можемо сматрати само биолошком варијантом наше сексуалности.
На основу истраживања које су извршили доктори Џејмс Варнер et al. геј мушкарци постају свесни своје сексуалности знатно раније него бисексуални мушкарци: 26% геј мушкараца је свесно своје сексуалне оријентације још од 10 године старости, у поређењу са 8% бисексуалних мушкарца. Према ауторима ових студија, податак да је 74% геј мушкараца свесно своје хомосексуалности пре напуњених 15 година, јасно показује да је хомосексуалност пре урођена биолошка специфичност него избор животног стила.

### Хормони и неурохуморални фактори
Као један од могућих етиолошких фактора хомосексуалности, наводи се хормонална предиспозиција, због различитог нивоа хормона у крви одрасле особе. Будући да полни хормони, нарочито тестостерон, делимично регулишу сексуално понашање, једна од првих биолошких хипотеза о хомосексуалности била је да је у њеној основи поремећај лучења полних хормона или гонадотропина.
Хормонски тестови открили су чудну асиметрију. Док ће новорођени мужјак пацова лишен тестостерона, како је открио Харис, нагињати ка женским особинама, новорођена женка пацова лишена естрогена ће наставити да се развија као женка. У одраслом добу она неће изгледати некако мушки. Када се пацовима уклони јајник, њихов мозак ће и даље производити подстицај за овулацију. Научници су схватили да без тестостерона генетички основ за мушкост је у суштини безвредан. Зато су закључили, да би се мозак мушког пацова могао и стварно да организује као мушкарац, његов мозак мора бити изложен утицају тестостерона у првих пет дана живота. Након петог дана простор за маскулинизацију је затворен, а генетички мушко ће се развити и расти са „женским“ мозгом. Насупрот томе, мозак женке пацова не треба естроген за своју организацију. Препуштен сам себи, он ће постати „женски“ мозак.
Међутим животиње су једно а људи друго. Бројна истраживања дефинитивно су показала да нема хормоналног утицај на хомосексуалност у одраслом добу, јер је код већине хомосексуалних мушкараца ниво хормона иста као и код хетеросексуалних.

#### Хормони и поремећаји полног развоја
Подаци донекле говоре у прилог хипотези да пренатални нивои полних хормона имају улогу у јављању хомосексуалне оријентације, али налазе на основу малог броја аберантних случајева не можемо генерализовати на општу популацију хомосексуалаца и зато наводимо неке могуће варијанте (хипотезе);
Пренатална андрогенизација
Код жена би према овој хипотези пренатална андрогенизација могла утицати на хомосексуалност код жена. Наиме жене са конгениталном адреналном хиперплазијом су се у једном истраживању у 30% случајева изјасниле као хомосексуалне или бисексуалне.
Синдром неосетљивости на андрогене
Мушкарци који имају тестисе, али и женске спољне полне органе, док су им унутрашњи неразвијени - увек имају родни идентитет жене те су у правилу сексуално оријентисане према мушкарцима
Теорија Martin-а i Nguyen-а (2004) о утицају хормона
Ова теорија тумачи да је разлика у релативној дужини костију у рукама и ногама између хетеросексуалних и хомосексуалних мушкарца и жена, највероватније узрокована разликом у њиховој изложености полним хормонима у току интраутериног развоја.
Хипотеза пренаталног стреса
Ова теорија се заснива се на претпоставци да мајчин стрес, има за последицу мању производњу андрогена и мања полно диморфна језгра у преоптичком подручју.
Женке пацова које су у трудноћи изложене стресу коте (рађају) мушко потомство које је у сексуалном понашању демаскулинизовано и феминизирано, што се приписују одложеном лучењу тестостерона.
Хипотезом пренаталног стреса обијашњава се већим бројем „дијагностикованих“ хомосексуалаца у генерацијама рођеним у Немачкој током и непосредно након Другог светског рата. Каснија поређења између броја стресних догађаја у трудноћама мајки које су родиле хомосексуалну и хетеросексуалну децу, нису показала значајну разлику.

### Имунолошки поремећај у интраутерином развоју
Према једној хипотези, узрок хомосексуалности је тело мајке које производи антитела на H-Y антиген локализован у мушком Y хромозому. Са сваком наредном трудноћом у организму мајке се повећава количина ових антитела, која могу имати значајне ефекте на централни нервни систем мушких фетуса. Хипотеза имунолошких поремећаја је поткрепљена чињеницом да мушкарци који имају старију браћу често постају хомосексуалци. Један од најјасније утврђених корелата мушке хомосексуалности је број старије браће: по којој сваки старији брат повећава вероватноћу хомосексуалности млађег за 33%. Неки аутори процењују да се један од седам случајева мушке хомосексуалности може приписати овом ефекту поретка-редоследа рођења браће.

### Генетички фактори
Улога генетичких фактора у настанку и генима доминантном преношењу хомосексуалности на потомство и даље је мало или недовољно изучена. У студијама спроведеним 1980. као и у многим другим покушала се утврдити разлика између урођених и стечених особина хомосексуалности. Као важан материјал у тим истраживањима коришћени су не само узорци гена ближих и даљих рођака, већ и веома значајни гени као нпр. гени једнојајчаних близанаца.
Истраживања су показала чешћу присутност хомосексуалности код неколико старије браће као и манифестације хомосексуалности у оба идентична близанца, чак и у случајевима где су они били посебно одгајани и школовани. Ипак добијени резултати за сада су недовољни и не дозвољавају да се недвосмислено хомосексуалност тумачи као генетичка карактеристика, али истовремено не допуштају да се олако одустане од даљег истраживања у том правцу.
Неке карактеристике генетичке основе су чешће у око 20% анкетираних хомосексуалаца. У исто време, значајне генетичке варијације код лезбијки још увек нису откривене (што не искључује њихово постојање). Постоје докази да је варијабилност локуса Xq28 у људском X- хромозому повезана са хомосексуалношћу .
Истраживања женског стерилитета које је 1963. вршио Кулбир Гил, гостујући научник из Индије на Универзитету Јејл, након излагања рендген зрацима муве (лат. Drosophila melanogaster) указала су на то да промене у неким генима могу утицати на сексуално понашање овог инсекта. Гил је приметио да се одређена група мутаната мушких мува удвара другим мушкарцима, вибрарцијом крила, неком врстом карактеристичне „песме“ удварања.
Деценију касније Џефри Хол (Jeffrey Hall), биолог на Брандис универзитету, на основу претходних открића Гилса открио је гене муве дрозофила. Хол објашњава да неплодни мутанти производе два облика различитог понашања. Прво, конкретно, за мушкарце хомозиготних мутаната, ген fru (fruitless-воћни) одредио је код њих хомосексуално понашање (незаинтересованост за жене, и „удварање“ другим мушкарцима). Ген fru је био израженији у одређеним регионима мозга муве (лат. Drosophila melanogaster). Друго, женски мутантни ген Les (Lesbian) стимулише женке да се старају о другим женкама. Мутант гена варијанте Viola и sluggish узрокује бисексуално понашање у мушкараца муве.
Близаначке студије показују да је тзв. конкордантност код монозиготних близанаца вишеструко већа од оне код дизиготних близанаца (браће и сестара). Ранији подаци (студија Калмана из 1952) говоре чак и о потпуној, стопроцентној, конкордантности хомосексуалности код монозиготних близанаца, док новија истраживања (Бејлија и Пиларда из 1991) дају цифру од око 52%. То практично значи да уколико је један члан (једнојајчаног) близаначког пара хомосексуалан, други члан, пошто деле исти генетички материјал, је у великом проценту, такође, хомосексуалан. Уколико би тај проценат био 100%, као што сугеришу раније студије, то би значило да је хомосексуалност у потпуности одређена наследним чиниоцима. Уколико је, пак, проценат мањи, утицај других, развојних фактора, такође би се морао узети у обзир. Наведени подаци говоре о значајном утицају наследних чинилаца у пореклу хомосексуалне оријентације.

### Мождане функције
Тренутни докази, указују да сексуална диференцијација људског мозга одвија у току пренаталног (феталног) и неонаталног периода и програмира наш родни идентитет, осећање мушкости или женскости и нашу сексуалну оријентацију (хетеро, хомо, или бисексуалну). Процес сексуалне диференцијације је праћен и развојем многих структура у организму али и многим функционалним разликама можданих структура међу наведеним групама.
Према изјави Д. Ф. Сваба (D.F. Swaab), објављеној у јулу 2008,
...неуробиолошка истраживања сексуалне оријентације човека тек добијају замах, и већ су доказала да људи имају велики број разлика у мозгу, не само у односу на пол, већ и у односу на сексуалну оријентацију
Сваб је први објавио да се сексуална оријентације код мушкараца и биолошки „сат“ налазе у хипоталамусу, у његовом супрахиазматичком језгру (SCN). Године 1990, Сваб и Хофмана су објавили да је (SCN) у хетеросексуалаца знатно веће него код жена и да је (SCN) у геј хомосексуалаца значајно мањи у односу на хетеросексуалне мушкарце. Током 1995, Сваб је са сарадницима, истраживао повезаност развоја мозга са на његовом сексуалном оријентацијом, третирањем мозга мужјака пацова пре и постнатално инхибиторима ароматазе (енгл. aromatase blocker ATD). Ова излагања су произвела увећање (SCN) што се одразило на бисексуално понашање одраслих мужјака пацова.
Иако су проучавањем можданих структура уочене морфолошке (диморфне) разлика у особа различите полне оријентације, ...можда су оне само одраз опажајних али не и стварних разлика. Зато је међу истраживачима хомосексуалности постављено интригантно питање да ли можда одређене сексуално диморфне функције у мозгу разликују појединаце истог пола, али другачије сексуалне оријентације? На то питање у часопису енгл. Proc Natl Acad Sci USA, (2008) покушали су да одговоре Иванка Савић и По Линдстром, након спроведеног истраживања мозга 25 хетеросексуалаца мушког и женског пола и 20 лезбијки и гејева, применом магнетне резонантне волуметрије церебралних и церебеларних хемисфера. у њиховим истраживањима се наводи да је однос можданих хемисфера, као и облик амигдалеалног повезивања, атипичан у полно различитих геј хомосексуалних особа, нешто више код женских геј хомосексуалних особа у односу на мушке геј особе које испољавају мушке особине које наликују особинама хетеросексуалних мушкараца. Међутим да ли су посматране полно-атипичне карактеристике резултат процеса који се дешавају током феталног (пренаталног) или неонаталног периода развоја, као што је то случај са родним идентитетом и сексуалне оријентације, и даље је отворено питање.
У претходним лабораторијским студијама, Иванке Савић откривено је да се сексуална диференцирација активира у предњем хипоталамуса у хетеросексуалних мушкараца и хетеросексуалних жена а полна-атипичност, по готово обрнутом образацу у хомосексуалних мушкараца и хомосексуалних жена.
Хипоталамус је део мозга смештен испод предњег комисуре и укључен је у многобројне различите функције, где спада и репродукција врсте. Ова запажања о функцијама хипоталамуса покренула су неколико питања, од којих је једно, да ли је описани сексуални диморфизам код полно-атипичаних хомосексуалних особа, повезан са факторима који нису у директној вези са репродукцијом, и захтева посебну пажњу.
Лора Ален (енгл. Laura Allen), је у својим истраживањима идентификовала четири мале групе неурона у предњем делу хипоталамуса и назвала их интерстицијалним језгром предњег хипоталамуса (INAH 1, 2, 3 и 4). Истраживања Аленове показала су да су (INAH 2 и 3) значајно већа код мушкараца него код жена на основу чега је она поставила хипотезу да су можда диморфнаост офих језгара у складу са сексуалном оријентацијом.
Сајмол Левеј (британско-амерички неуролог познат по студијама о структурама мозга и сексуалној оријентацији) у раду под насловом "Разлика у хипоталамичним структурама између хетеросексуалних и хомосексуалних мушкараца", објављеном 1991, у уводном делу дефинише сексуалну оријентацију као "правац сексуалних осећања или понашање према припадницима сопственог или супротног пола" и хипотезу да Аленова хипоталамична (INAH) језгра учествују у генерисању "типичног сексуалног понашања мушкараца."
Проверио сам идеју да једно или оба од ових језгара испољавају величину диморфизма, али не у вези са полом, већ са сексуалном оријентацијом. Конкретно, ја сам поставио хипотезу да су (INAH 2 и 3) већа код особа сексуално оријентисаних према женама (хетеросексуалних мушкараца и хомосексуалних жена) и мали код појединаца сексуално оријентисаних према мушкарцима (хетеросексуалних жена и хомосексуалних мушкараца).
Левеј је у свом истраживању сецирао мождана ткива добијена са рутинских аутопсија четрдесет једне особе које су умрле у болницама у Њујорку и Калифорнији. Међу испитаницима је било деветнаест хомосексуалаца, умрлих од сиде; шеснаест су били хетеросексуални мушкараци, од којих су шест били интравенски наркомани умрли од сиде; и шест хетеросексуалне жене. Левејови закључци су били следећи:
(INAH  3) је доказао диморфизам...величина овог језгра је била више него двоструко већа у хетеросексуалних мушкараца...као хомосексуалаца.... Постојала је слична разлика између хетеросексуалних мушкараца и жена.... Ови подаци подржавају хипотезу да диморфизам (INAH 3) није повезан са полом, већ са сексуалном оријентацијом, бар код мушкараца.
Резултати Левејовог истраживања и његово откриће да се језгра разликују у величини између хетеросексуалних и хомосексуалних мушкараца указују да сексуална оријентација код људи захтева даља истраживања на биолошком нивоу." Студија Левеја, како је и он сам признао, је имала неколико недостатака: мали узорак, велике варијација у величини појединих језгара, а можда и искривљени резултати, јер сви геј мушкарци су имали сиду (мада је Левеј пронашао "значајне разлике у обиму (INAH 3) између хетеросексуалних мушкараца умрлих од сиде и оних који су умрли од других узрока ").
Неки критичари су изразили сумњу у тачност и правилност Левејовог мерења, наводећи да је ове структуре тешко видети у ткиву и да се зато и тешко може измерити величина ћелија. Нанси Ордовер тврди у својој књизи објављеној 2003. да је Левеј критикован због „мале величине узорка и неадекватно прикупљених података о сексуалној историји испитаника“.